# Rolf Schwedler
Rolf Schwedler (* 25. März 1914 in Berlin; † 13. Februar 1981 ebenda) war ein deutscher Politiker (SPD). Von 1955 bis 1972 war er Senator für Bau- und Wohnungswesen von West-Berlin.

## Leben

Gedenktafel Friedhof Wilmersdorf

1932 legte er das Abitur am Werner-Siemens-Realgymnasium in Berlin-Schöneberg ab und nahm anschließend ein Studium des Bauingenieurswesens an der TU Berlin auf, dass er 1938 als Diplom-Ingenieur abschloss. Nach Teilnahme am Zweiten Weltkrieg und zwischenzeitlicher Tätigkeit in der Bauverwaltung des Bezirks Steglitz trat er 1947 in die Berliner Bauverwaltung ein, wo er 1950 vom Regierenden Bürgermeister Ernst Reuter zum Senatsdirektor berufen wurde. 1955 wählte ihn das Abgeordnetenhaus von Berlin zum Senator für Bau- und Wohnungswesen.
In Schwedlers Amtszeit fiel der Wiederaufbau der im Zweiten Weltkrieg zerstörten Teile West-Berlins, die Umnutzung der Flächen der bis 1967 stillgelegten Straßenbahnen für den Autoverkehr sowie der Bau der Stadtautobahn durch die westliche Innenstadt. Angeblich wurden in dieser Zeit in West-Berlin mehr Gebäude abgerissen, als während des Zweiten Weltkriegs durch Bombardements zerstört worden sind. So war er zum Beispiel für den Abriss des Anhalter- und des Görlitzer Bahnhofs verantwortlich. Auch Planungen für den Flächenabriss in Berlin-Kreuzberg wurden unter seiner Amtsführung ausgearbeitet.
1972 schied Schwedler als dienstältester Senator in der Berliner Geschichte aus dem Amt des Bausenators aus und zog als Berliner Abgeordneter in den Deutschen Bundestag ein, dem er bis 1976 angehörte. Dort holte ihn jedoch recht bald die Affäre um den Steglitzer Kreisel ein, ein Bürohochhaus, für dessen Finanzierung die Berliner Landesregierung gebürgt hatte. Als die Architektin Sigrid Kressmann-Zschach Konkurs anmeldete, entstanden Berlin erhebliche Schäden. Ein Untersuchungsausschuss stellte fest, dass neben Finanzsenator Heinz Striek insbesondere auch Schwedler den Aussagen der Architektin kritiklos vertraut hatte. Danach zog sich Schwedler aus der Politik zurück.

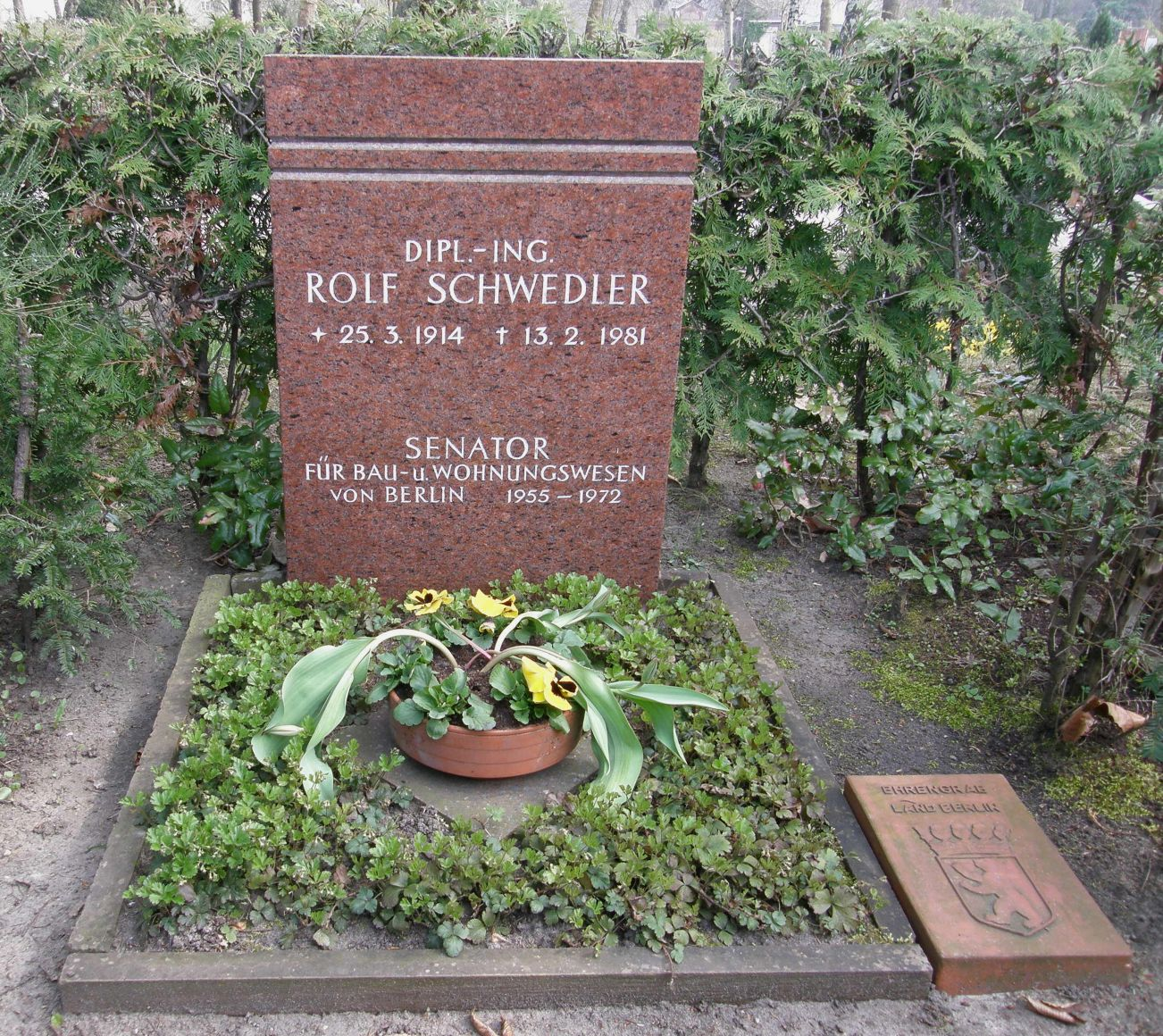
Friedhof Wilmersdorf in Berlin; Grab von Rolf Schwedler (Ehrengrab des Landes Berlin)

## Ehrungen
- 1967: Großes Verdienstkreuz mit Stern der Bundesrepublik Deutschland
- 1972: Ernst-Reuter-Plakette der Stadt Berlin
- 1974: Großes Verdienstkreuz mit Stern und Schulterband der Bundesrepublik Deutschland
- Ehrengrab der Stadt Berlin auf dem Friedhof Wilmersdorf